# Les Mystères des grottes du Régulus
Pour plus de détails, voir Fiche technique et Distribution.
Les Mystères des grottes du Régulus est un téléfilm franco-belge réalisé par Lorie Pester d'après un scénario de Lorenzo Gabriele.
Cette fiction policière, qui fait partie de la collection de France 3 Les Mystères de..., est une coproduction de Flach Film Production, France Télévisions, AT Production et la RTBF (télévision belge), réalisée avec la participation de la Radio télévision suisse (RTS), de TV5 Monde et du Centre national du cinéma et de l'image animée,.
Il s'agit du premier téléfilm réalisé par l'actrice et ancienne chanteuse Lorie Pester.

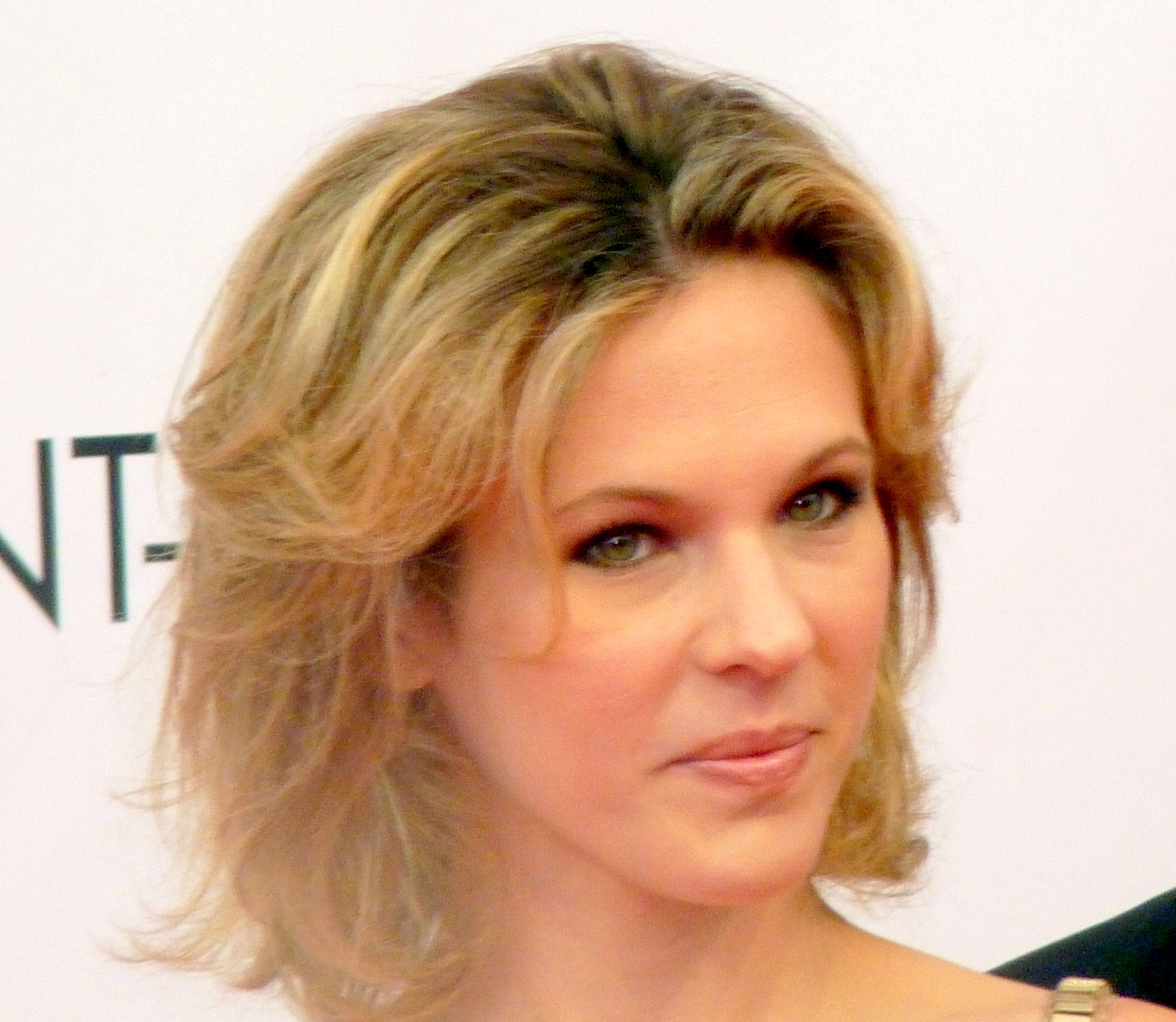
Lorie, réalisatrice du téléfilm.

## Fiche technique
Sauf indication contraire, les informations mentionnées dans cette section peuvent être confirmées par la base de données cinématographiques Allociné,  présente dans la section « Liens externes ».
- Titre français : Les Mystères des grottes du Régulus
- Réalisation : Lorie Pester
- Scénario : Lorenzo Gabriele
- Production : Sylvette Frydman, Jules Boyer, Marie Van Glabeke[2]
- Sociétés de production : Flach Film Production, France Télévisions, AT Production et la RTBF[1],[2]
- Pays de production :  France /  Belgique
- Langue originale : français
- Format : couleur
- Genre : policier
- Durée : 90 minutes
- Dates de première diffusion :

## Distribution
- Shemss Audat : capitaine de gendarmerie Grâce Talbi
- Antoine Hamel : Alex Mercier, expert en livres anciens et ancien gendarme
- Philippe Caroit : Jean-Marc Monnier
- Sophie Accard : Sybille
- Benjamin Gaitet : Julien Monnier
- Sacha Vanbockestal : Théodore
- Romane Raffin Delys : Morgane
- Amanda Lamb : Sarah
- Gaelle Battut : Elise
- Orianne Schiele : Constance
- Eric Bougron : Paul Vimon
- Amélie Prévot : Camille Vimon
- Martine Gautier : Huguette
- Céline Perra : Sylvia Pinter

## Production

### Genèse et développement
Le scénario est de la main de Lorenzo Gabriele et la réalisation est assurée par Lorie Pester,,,,.
Il s'agit du premier téléfilm réalisé par Lorie Pester qui, après son succès comme chanteuse sous le nom de Lorie dans les années 2000, s'est orientée vers une carrière de comédienne,. Elle a ensuite fait ses premiers pas de l'autre côté de la caméra en réalisant plusieurs séquences de la série de TF1 Demain nous appartient ainsi qu'un court-métrage intitulé Je ne te dirai plus oui, Endy, une fiction qui traite de l'endométriose,,.
Par ailleurs, Lorie avait déjà joué dans Les Mystères de la duchesse.

### Tournage
Le tournage se déroule du 26 mars au 22 avril 2025 dans le département de la Charente-Maritime en région Nouvelle-Aquitaine, notamment à Rochefort, à Fouras et aux grottes du Régulus à Meschers-sur-Gironde, avec le soutien du bureau des tournages de Charente-Maritime et du pôle audiovisuel de l'Agglo Rochefort Océan,,,,,.